# Corydalis changbaishanensis
Corydalis changbaishanensis är en vallmoväxtart som beskrevs av M. L. Zhang och Y. W. Wang. Corydalis changbaishanensis ingår i släktet nunneörter, och familjen vallmoväxter. Inga underarter finns listade i Catalogue of Life.